# Ferran Pol
Ferran Pol, född 28 februari 1983 i Andorra la Vella, är en andorransk före detta fotbollsmålvakt.
Pol spelade 27 A-landskamper för Andorra mellan 2010 och 2019. Pol har en äldre bror, Agusti, som också spelat för Andorras landslag.